# Rinat Dasajev
Rinat Fajzrahmanovič Dasajev (rusko Ринат Файзрахманович Дасаев), ruski nogometaš, * 13. junij 1957, Astrahan, Sovjetska zveza.
Sodeloval je na nogometnemu delu poletnih olimpijskih iger leta 1980.